# Miao Wanru
Miao Wanru (en chino: 苗婉茹; 16 de mayo de 2000) es una deportista china que compite en tiro, en la modalidad de rifle. Ganó una medalla de oro en el Campeonato Mundial de Tiro de 2022, en la prueba de rifle 3 posiciones 50 m.

## Palmarés internacional
| Campeonato Mundial | Campeonato Mundial | Campeonato Mundial | Campeonato Mundial      |
| Año                | Lugar              | Medalla            | Prueba                  |
| ------------------ | ------------------ | ------------------ | ----------------------- |
| 2022               | El Cairo (Egipto)  | Medalla de oro     | Rifle 3 posiciones 50 m |